# IFK Helsinki
L'Hifk Käsipallo Helsinki è una squadra di pallamano maschile finlandese con sede a Helsinki.

## Palmarès

### Titoli nazionali
- Campionato finlandese: 6 
  - 1950-51, 1964-65, 1965-66, 1971-72, 1972-73, 1973-74.